# Guillermo del Principado

Escudo de armas de la casa de Altavilla.

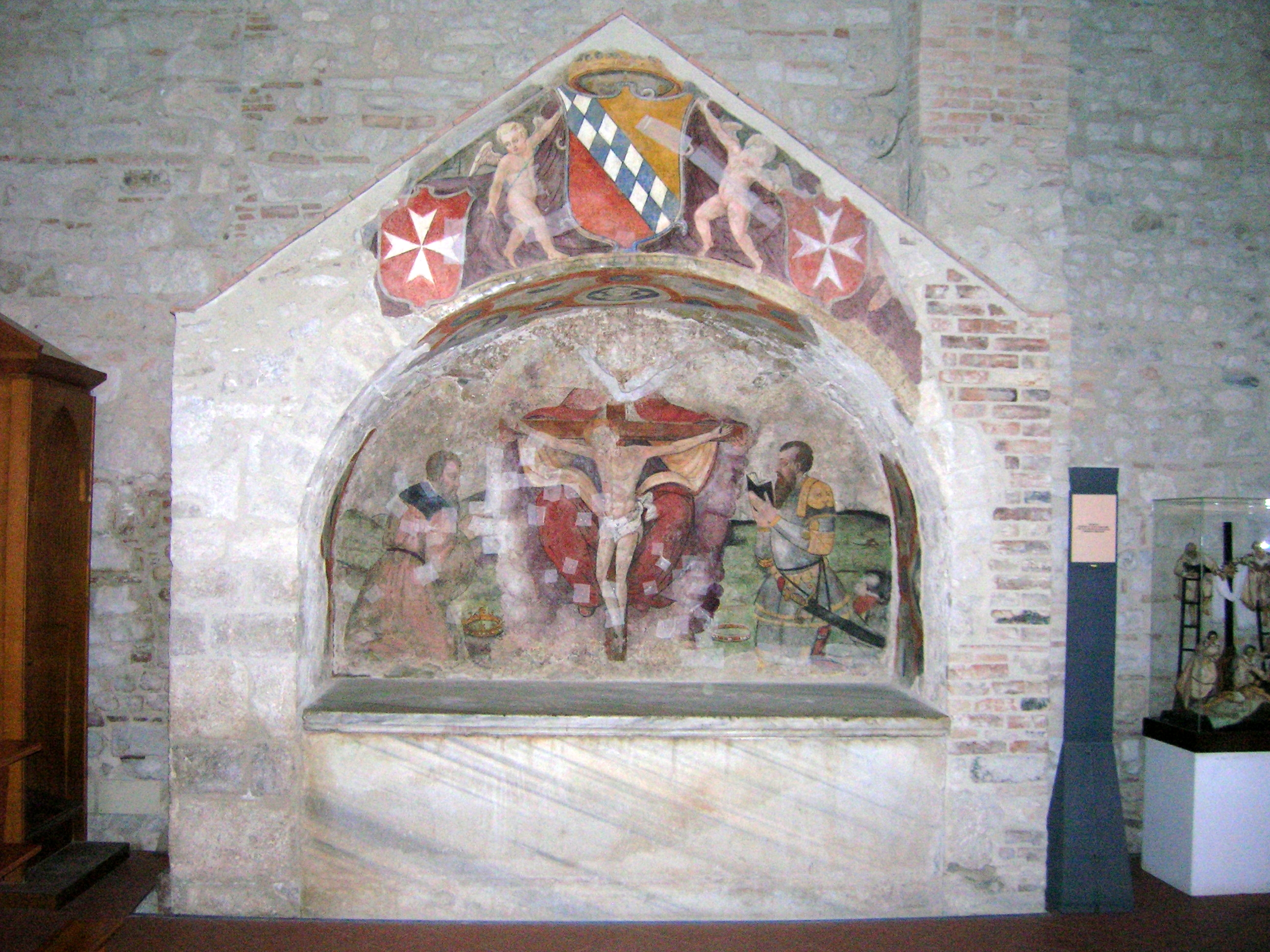
Tumba familiar de los Altavilla, en la abadía de la Santísima Trinidad, en Venosa.

Guillermo de Altavilla o Guillermo del Principado (c. 1027–1080) fue uno de los hijos más jóvenes de Tancredo de Altavilla, hijo de su segunda esposa, Fresneda. Normalmente aparece como Willermus en lugar de Wilelmus en los textos en latín y, en francés también aparece a menudo como Guillerm en lugar de Guillaume. Dejó Normandía alrededor del año 1053 junto con su hermanastro Godofredo y su hermano Mauger. No debe confundirse a Guillermo del Principado con su hermanastro mayor, Guillermo Brazo de Hierro, también hijo de Tancredo y uno de los primeros normandos en desplazarse al Mezzogiorno.
Participó en la batalla de Civitate al poco de su llegada a Italia, y fue cordialmente recibido por su hermanastro Hunifredo, entonces conde de Apulia.
En 1055 se distinguió personalmente en la toma del castillo de San Nicandro, que era el núcleo del condado del Principado de Salerno, feudo que Hunifredo le concedió en 1056. En 1058 contrajo matrimonio con María, hija de Guy, el duque de Sorrento y hermana de Guaimario IV de Salerno. Heredó la totalidad de las tierras de Guy en el Principado de Salerno y luchó con el sucesor de Guaimario, Gisulfo II de Salerno, a quien fue capaz de arrebatar territorios hasta dejarle tan sólo con el propio Salerno. También heredó el Capitanato de Mauger, que murió entre 1054 y 1060, aunque Goffredo Malaterra indica que esta última posesión se la entregó a su hermano Godofredo.
Invitó a su hermano menor Roger, entonces sin tierra, a unirse a él, prometiéndole la mitad de sus posesiones salvo por los derechos de su esposa e hijos. Ayudó a Rogelio en su enfrentamiento con Roberto Guiscardo, que había sucedido a Hunifredo como conde de Apulia, y le entregó el castillo de Scalea, en Catanzaro. Luchó más tarde contra Roberto cuando éste vino a ayudar a Gisulfo a cambio de obtener en matrimonio a su hermana Sichelgaita. En 1067, el consejo de Melfi le excomulgó, junto a Turgis de Rota y a Guimond de Moulins, por robar propiedades de la iglesia de Alfano I, el arzobispo de Salerno. Más tarde ese mismo año viajó a Salerno para reconciliarse con el papa Alejandro II.
Según algunas fuentes murió en 1080, aunque otras todavía le citan viviendo hasta el siglo XII (hasta 1104, 1113 o 1117), participando en las campañas de Roberto Guiscardo contra el Imperio bizantino y estando presente en la Batalla de Dirraquio de octubre de 1081. Fue enterrado en la iglesia de la Santísima Trinidad en Venosa.